# ショーン・トレビー
ショーン・トレビー（Shaun Treeby、1989年1月26日 - ）は、ニュージーランドの元ラグビーユニオン選手。現在ジャパンラグビーリーグワン三重Honda HEATのDFコーチを務めている。

## プロフィール
- ニュージーランド・ニュープリマス出身。
- ポジションはセンター(CTB)。
- 身長 176 cm、体重 90 kg
- ニックネームはショーン・トリーブス。

## 略歴
ハイランダーズ、ストーマーズ、ノースハーバー を経て、2018年、Honda HEATに加入。同年9月1日に行われたジャパンラグビートップリーグ第1節のリコーブラックラムズ戦にて先発出場で日本での公式戦初出場を果たす。
2021年、現役を引退して、同年、三重Honda HEATのDFコーチに就任。